# Heiko Voigt
Heiko Voigt (* 15. März 1961 in Sonneberg) ist ein deutscher Kommunalpolitiker (parteilos). Er ist derzeit Bürgermeister von Sonneberg (Thüringen).

## Leben
Heiko Voigt legte sein Abitur an der Erweiterten Oberschule „Hermann Pistor“ ab. Anschließend studierte er Ingenieurswesen an der Hochschule für Architektur und Bauwesen Weimar und wurde Diplomingenieur für Gebietsplanung und Städtebau. In Weimar legte er auch seine Dissertation ab. Thema war Energieökonomie im Aufgabenfeld der Stadtplanung : allgemeine Problemanalyse und ausgewählte Beispiele in Städten der DDR.
1990 wurde er stellvertretender Stadtarchitekt der Stadt Suhl und gleichzeitig Leiter des Kreisbauamtes im Landratsamt Sonneberg. 1994 wurde er Stadtbaudirektor für Sonneberg und Leiter des Stadtbauamtes. 2001 wurde er zudem hauptamtlicher Beigeordneter der Stadt Sonneberg. In diesem Amt blieb er drei Wahlperioden.
2013 wurde er an die Deutsche Akademie für Städtebau und Landesplanung berufen, 2015 sowie von Februar bis zum 23. August 2016 vertrat er die Sonneberger Bürgermeisterin Sibylle Abel als kommissarischer Bürgermeister. Nachdem Abel, die die Stadt von 1994 bis 2016 führte, überraschend verstarb, wurde eine Neuwahl erforderlich. Eigentlich parteilos trat er am 21. August 2016 zur Bürgermeisterwahl für die CDU an. Er gewann mit 67,9 % der Stimmen und wurde damit hauptamtlicher Bürgermeister der Stadt Sonneberg. 2018 wurde ihm vom Fränkischen Bund zusammen mit Bodo Ramelow und Frank Rebhan für den Einsatz beim länderübergreifenden Tag der Franken in Sonneberg und Neustadt bei Coburg die Frankenmedaille verliehen.
Am 12. Juni 2022 gewann er als nunmehr parteiloser Kandidat mit 66 Prozent die Wiederwahl. Zuvor war die CDU/FDP-Kreistagsfraktion an der Kandidatenfrage zerbrochen, da Uta Bätz als Kandidatin nominiert wurde. Sieben Mitglieder gründeten im Anschluss die Fraktion Pro Landkreis Sonneberg, der sich nach der Wahl auch Voigt anschloss. Die Fraktion unterstützte in der Wahl 2023 für den Landrat des Landkreis Sonneberg die parteilose Kandidatin Anja Schönheit. Im Hinblick auf die Wahl von Robert Sesselmann sagte Voigt: „Das ist eine demokratische Wahl. Wenn man das nicht will, darf man nicht demokratisch wählen. Aber ich denke, wir sind uns einig, dass genau das nicht der Fall sein soll.“ Im Nachgang zur Wahl kritisierte er die überregionale Berichterstattung und hob die Vorzüge der Stadt hervor. Zudem betonte er, „Sonnebergs Identität sei nicht braun, sondern stehe für Spielzeug, Weltoffenheit, Gastfreundlichkeit, Miteinander und kulturelle Vielfalt.“ Er betonte aber auch, dass Sonneberg eine kreisangehörige Stadt sei und daher eine Zusammenarbeit mit dem Landratsamt zwingend erforderlich sei.

## Privatleben
Heiko Voigt ist verheiratet und hat drei Töchter.

## Werke
- Energieökonomie im Aufgabenfeld der Stadtplanung: allgemeine Problemanalyse und ausgewählte Beispiele in Städt. Weimar, Hochschule für Architektur und Bauwesen der DDR. Weimar 1990. (Dissertation)